# Dekrèpits
Dekrèpits és un grup de música temporalment inactiu, amb cançons amb lletres marcades pel compromís nacional i social. Es formà a l'Alt Empordà a principis del 2004 després de la desaparició d'Skamot Empordà. Basen la seva música en ritmes de reggae i ska. L'acordió diatònic identifica la sonoritat d'aquest grup.
El món gira al revés s'allargà per una cinquantena d'escenaris. La gira Els boletaris de l'Empordà va ser un disc recopilatori publicat el 2009 i que es distribuí amb la revista Enderrock i que incloïa una versió de la cançó de Jaume Arnella Boletaires per al programa Caçadors de Bolets de TV3. El 2010 van publicar Sembla que plourà sota la producció de Marc Serrats i Albert Vila; iniciaren la seva gira el 15 de maig a Porqueres. El 2011 anunciaren un any sabàtic fins al 2012 degut a la paternitat de tres dels seus components.

## Discografia[6]
- Tornen els temps (2007).
- El món gira al revés (2008), amb la col·laboració de Francesc Ribera "titot" (Brams), Jaume Arnella i Xavi Sarrià (Obrint Pas) entre d'altres.
- Els boletaires de l'Empordà (2009), inclou una nova versió de "boletaires" on hi col·labora la cobla Els Rossinyolets de Castelló d'Empúries.
- Sembla que plourà (2010).